# Марченко Тимофій Митрофанович
Марченко Тимофій Митрофанович (21 лютого 1900, хутір Гай поблизу села Свинарне (нині — Соснівка) Вельбівської волості Гадяцького повіту — 1 липня 1920, Полтава) — військовий діяч, бунчужний Гайдамацький коша Слобідської України.

## Життєпис
Т. Марченко народився в заможній селянській родині. Його батько мав 30 десятин землі. Двокласну початкову школу Тиміш закінчив у містечку Журавка Пирятинського повіту. У школі виховали з нього українського патріота. «З того часу, — говорив Тиміш на слідстві в Чека, — я не переставав співчувати українській національній ідеї, результатом чого і є моє перебування у партизанських повстанських петлюрівських загонах».
На час повалення самодержавства в Росії Т. Марченко працював у Лебединській пожежній команді Києва. З великою радістю і надією зустрів він початок Української революції і відразу ж записався до «вільного козацтва» — добровільних військових формувань, які виникли в період революційного безладу для захисту життя і майна українців. Служба в загонах самооборони не влаштувала Тиміша і він перейшов до Українських Січових стрільців, а під час першої агресії більшовицької Росії вступив до Гайдамацького коша Слобідської України, в якому перебував до 26 січня 1918 р.
Мав військове звання бунчужного (молодшого командира). Після захоплення Києва більшовиками повернувся на свою малу Батьківщину і в лавах повстанців боровся проти Гетьманщини, а після повалення режиму П. Скоропадського при Директорії УНР служив у караульній сотні в Гадячі. Коли російська Червона армія вдруге окупувала Україну, знову пішов до повстанців, був заарештований чекістами і лише дивом врятувався від смерті. Під час Денікінщини працював у підпілля: поширював серед полтавців нелегальну літературу і проводив самостійницьку агітацію.
9 вересня 1919 р. був заарештований, але 4 жовтня звільнений із тюрми під час першого нападу повстанців на Полтаву.
Як щирий українській патріот, Т. Марченко не міг змиритися з більшовицьким окупаційним режимом. З українських юнаків в околицях Полтави він створив невеликий партизанський загін, який ліквідував місцеві органи радянської влади, нападав на червоноармійські роз'їзди і міліцейські пости. У квітні 1920 р. його повстанці розбили російський військово-продовольчий загін, який грабував полтавських селян. Після допиту їх відпустили з наказом забиратися геть у свою Московщину. Повстанці перешкоджали насильницькій мобілізації української молоді до Червоної армії, агітували полтавців боротися проти ненависного комуністичного режиму. Розстрілювали лише ідейних комуністів.
У травні 1920 р. Т. Марченко пристав до повстанців кошового отамана І. Біленького, які базувалися у Булановому лісі і нараховували більше тисячі осіб. Їх політичною програмою було відновлення Української Народної республіки, а прапором боротьби — Симон Петлюра. У загонах І. Біленького Т. Марченко виконував обов'язки коменданта табору. Повстанці збиралися захопити Полтаву і звільнити з тюрми заарештованих українських патріотів, але через відсутність єдності серед отаманів цього зробити не вдалося.
Після поразки повстанців у ніч з 11 на 12 червня 1920 р. від переважаючих сил червоних штаб І. Біленького послав Т. Марченка як парламентаря для переговорів з командуванням 49-ї бригади ВОХР про припинення збройного протистояння, обміну полоненими й амністії заарештованим, але 16 червня всупереч цивілізованим методам ведення війни на Кобеляцькій вулиці (нині Європейська) його було заарештовано. Під час допитів у Чека в анкеті заарештованого Т. Марченко підписався: «уповноважений повстанських військ бунчужний Тиміш Марченко». На запитання про партійність відповів — «самостійник», а за політичними переконаннями — «петлюрівець».
Згідно з рішенням колегії («трійки») Полтавської губернської Чека у складі Магона, Біксона і Кузнєцова Т. Марченка як «свідомого ворога радянської влади» було розстріляно. Було йому лише 20 років. Вдома у Тихіша залишилися 60-річний батько, 55-річна мати і 27-річний брат Яків, який працював учителем у Гадяцькому повіті.